# Les Nuits de Raspoutine

Les Nuits de Raspoutine (L'ultimo zar) est un film italien réalisé par Pierre Chenal, sorti en 1960.

## Fiche technique
- Titre original : L'ultimo zar
- Réalisation : Pierre Chenal
- Scénario : Pierre Chenal, Ugo Liberatore et André Tabet
- Dialogues : André Tabet
- Photographie : Adalberto Albertini
- Musique : Angelo Francesco Lavagnino
- Montage : Eraldo Da Roma et Antonietta Zita
- Décors : Arrigo Equini
- Assistant-réalisateur: Giuliano Betti
- Production : Vincent Fotre et Giampaolo Bigazzi
- Pays d'origine : Italie
- Format : Couleur - Son mono
- Genre : Film biographique, historique
- Durée : 93 minutes
- Date de sortie : 29 juillet 1960 en France

## Distribution
- Edmund Purdom (V.F : Jean Martinelli)  : Raspoutine
- Gianna Maria Canale (VF : Nelly Delmas)  : la tsarine Alexandra
- John Drew Barrymore (V.F : Jean-Louis Jemma) : Le prince Youssoupoff
- Jany Clair (V.F : Elle-même) : Irina Youssoupoff
- Ugo Sasso (VF : Andre Valmy ) : Nicolas II de Russie
- Yvette Lebon : la Gousseva
- Elida Dey (V.F : Françoise Fechter) : Tania Selevska
- Nerio Bernardi (VF : Fernand Rauzena) : Comissaroff
- Maria Grazia Buccella:Amie de Yousoupoff
- Miranda Campa : Maria,servante de la tzarine
- Feodor Chaliapin Jr. (VF : Pierre Morin) :Le pope
- Enrico Glori (VF : Serge Nadaud) : Vendeur d'armes
- Marco Guglielmi: Médecin, membre de la conspiration
- Claudio Biava: le mari de Tania
- Livio Lorenzon (VF : Michel Gatineau) : Belesky, chef de la police
- Michèle Malaspina (VF : Richard Francoeur) :Le député
- Piero Palermini (VF : Roger Treville) : Chef de la conspiration
- Giulia Rubini : Vera Corali
- Rita Rubirosa
- Franco Cobianchi : Tavernier
- Silla Bettini : un conspirateur
- Liana Del Balzo : Une cliente de Raspoutine
- Angelo Zanolli (VF : Jacques Thébault) : cousin de comissaroff
- Et avec les voix de Yves Brainville : membre de la police, Jean-Henri Chambois : client de Raspoutine, Paul Villé : client, Raymond Rognoni : médecin, Camille Guérini : instructeur du petit prince